# 细纹似鳡
细纹似鳡（学名：Luciocyprinus striolatus）为輻鰭魚綱鯉形目鲤科似鳡属的其中一種鱼类。分布於亞洲中國雲南省西双版纳的澜沧江及其支流等，及寮國的湄公河流域，體長可達2公尺，棲息在中底層水域。该物种的模式产地在勐仑。